# Град федералног значаја
Руска Федерација се дели на 89 федералних субјеката, од којих су 3 града федералног значаја:
1. Москва
2. Санкт Петербург
3. Севастопољ1

- 1 Припајање Крима Русији нема широко међународно признање.